# I can't breathe
"I can't breathe", dịch nghĩa: Tôi không thể thở, là một khẩu hiệu có liên hệ với phong trào quyền công dân ở Hoa Kỳ. Cụm từ này được nhắc đến đầu tiên do hai người đàn ông người Mỹ gốc Phi, Eric Garner năm 2014 và Gerorge Floyd năm 2020, trước khi họ bị chết ngạt do sự tàn bạo của cảnh sát đã bắt họ. Cụm từ này thường được dùng khi phản đối các vấn đề của sự tàn bạo của cảnh sát ở Hoa Kỳ kể từ đó.

## Eric Garner

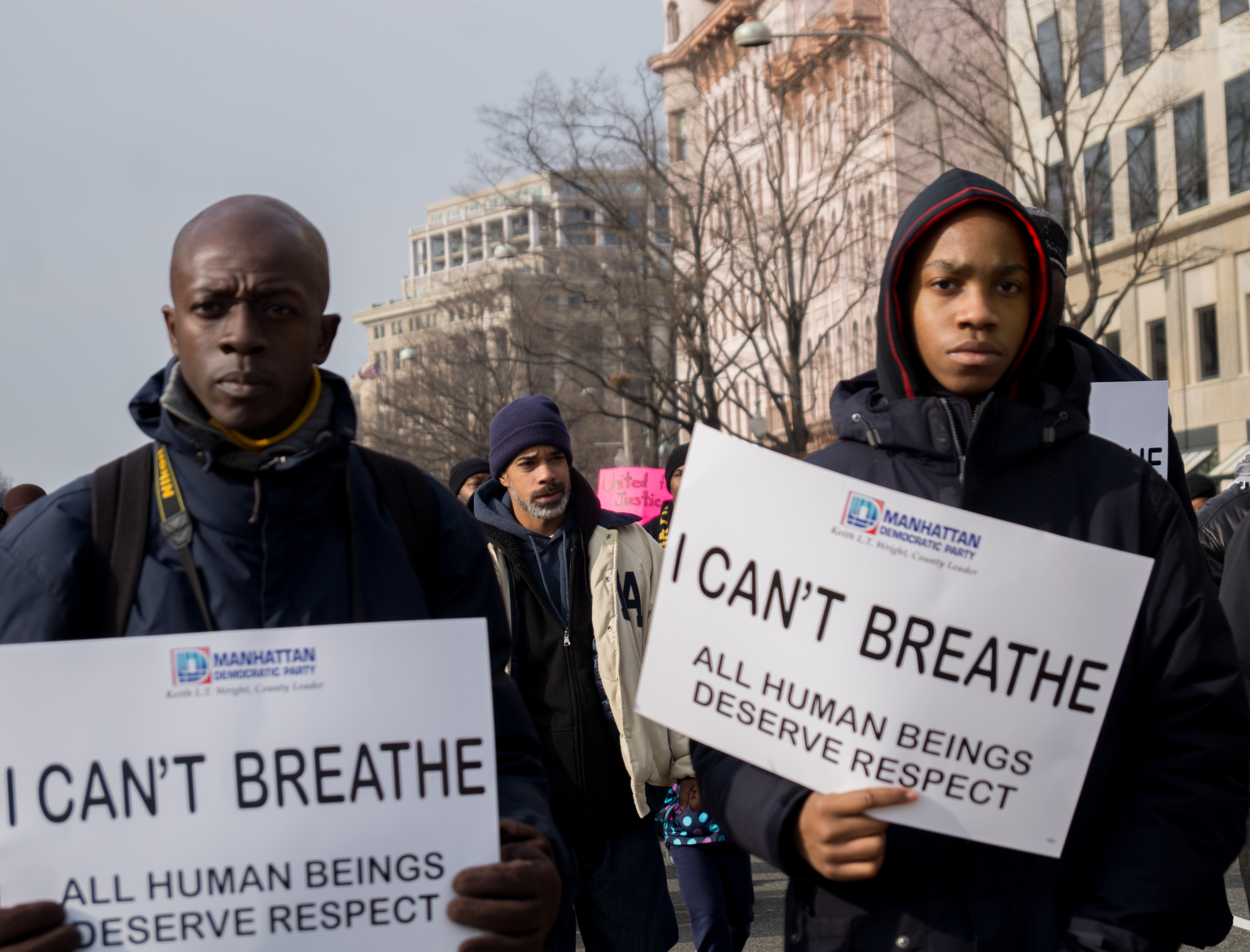
Người biểu tình tại cuộc biểu tình Justice for All March/National March Against Police Violence ở Washington, DC vào tháng 12 năm 2014

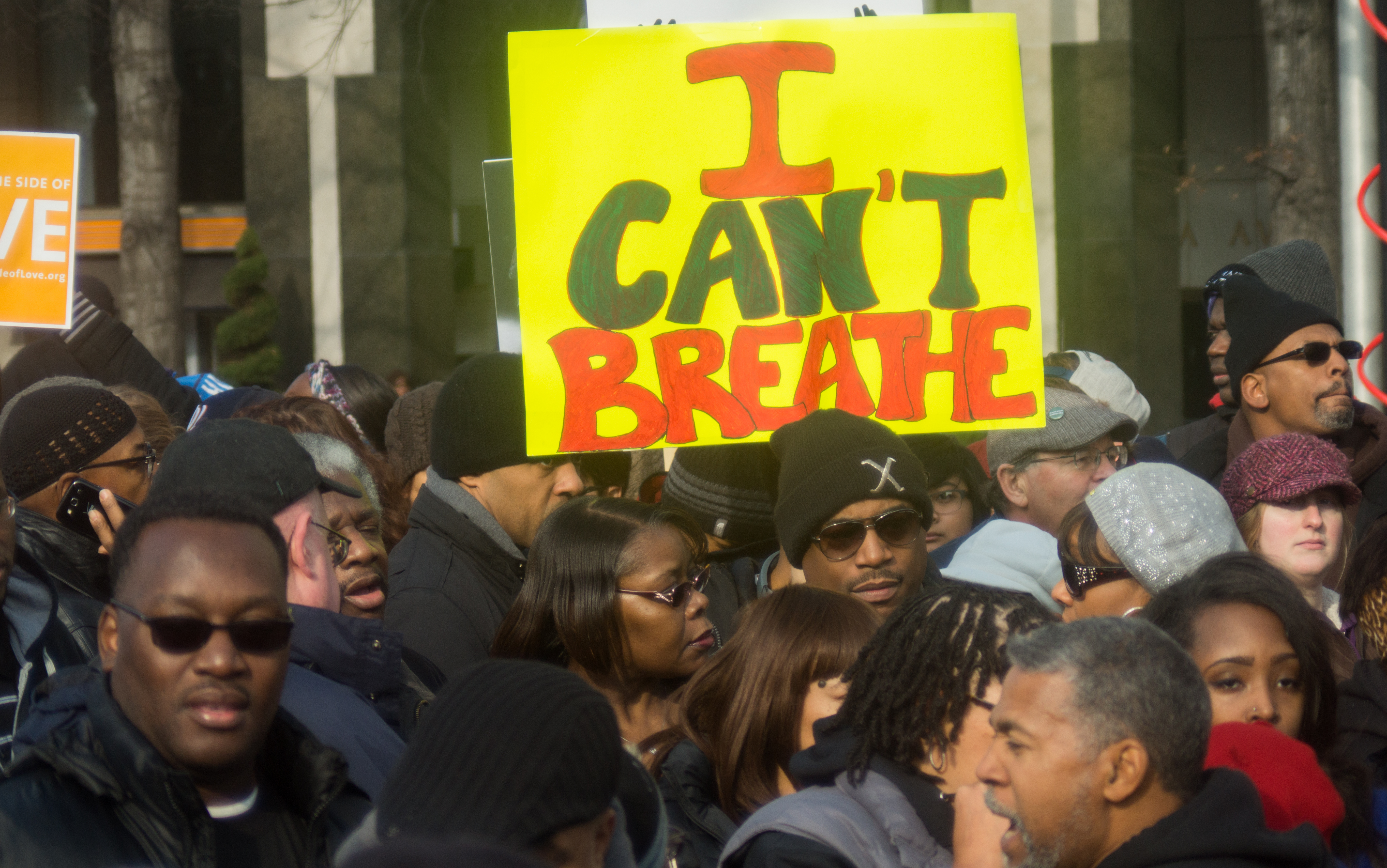
Cuộc biểu tình vào tháng 12 năm 2014

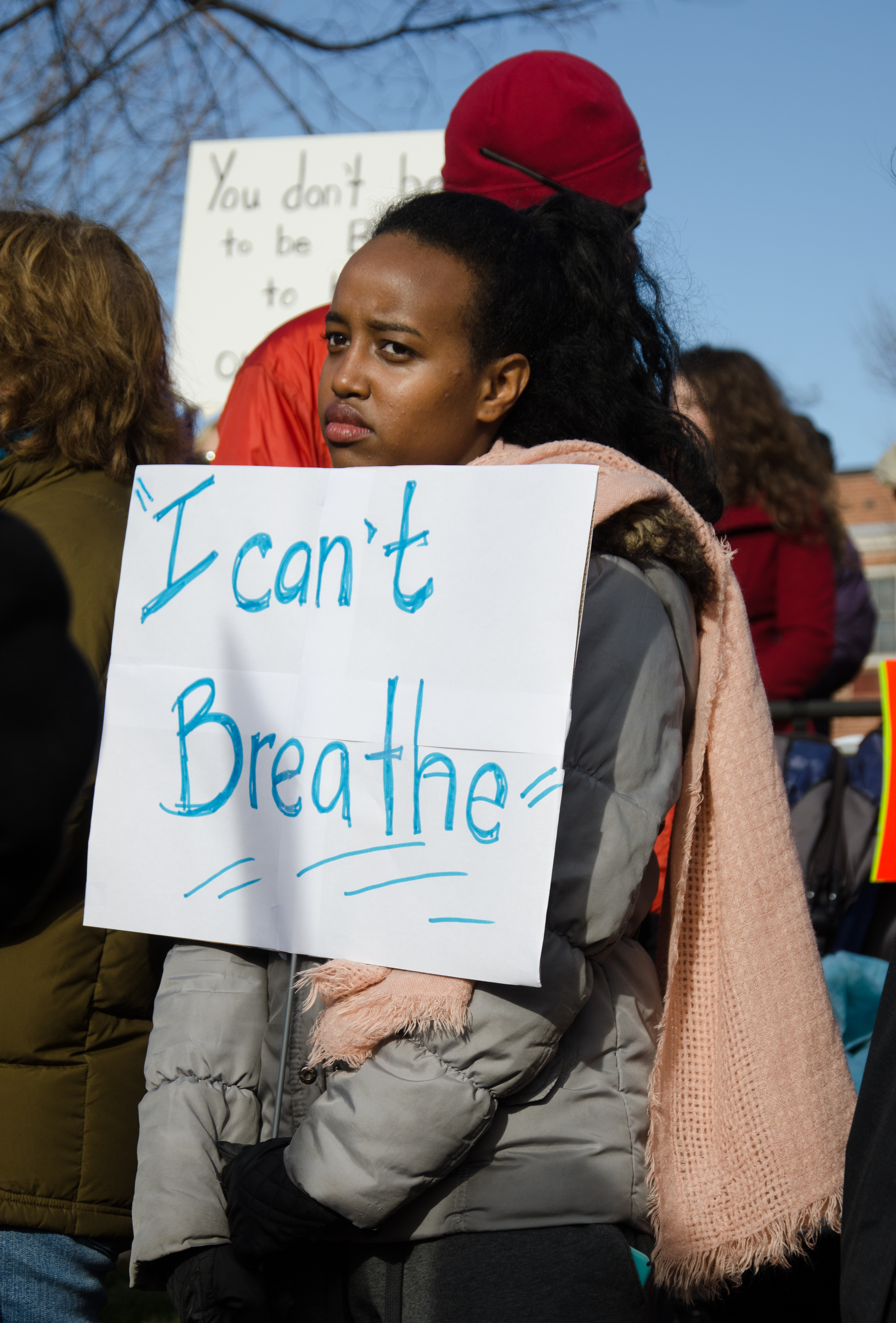
Cuộc biểu tình ở Berlin, Massachusetts vào tháng 12 năm 2014

Cụm từ này bắt nguồn từ cái chết của Eric Garner vào tháng 7 năm 2014, người bị một sĩ quan Sở cảnh sát thành phố New York đưa vào tình trạng nghẹt thở. Một đoạn video về Garner bị nhiều sĩ quan kiềm chế cho thấy anh ta nói "Tôi không thể thở" 11 lần trước khi bất tỉnh. Sau sự tha bổng tháng 12 năm 2014 của viên sĩ quan đưa Garner vào tình trạng nghẹt thở, khẩu hiệu đã trải qua sự gia tăng mạnh mẽ về mức độ phổ biến trong bối cảnh các cuộc biểu tình lan rộng. Hashtag "#ICantBreathe" đã được tweet hơn 1,3 triệu lần vào tháng 12 năm 2014, được hỗ trợ bởi sự thể hiện sự đoàn kết từ các vận động viên nghiệp dư và chuyên nghiệp. Màn hình đầu tiên như vậy là khi đội bóng rổ nữ của Notre Dame Fighting Ailen mặc áo phông có in chữ "Tôi không thở được" trong trận đấu khởi động ngày 13 tháng 12. Các vận động viên của cả Liên đoàn bóng đá quốc gia và Hiệp hội bóng rổ quốc gia, đặc biệt là LeBron James, mặc quần áo có in chữ "Tôi không thể thở". Sau những chỉ trích của James, Tổng thống Barack Obama đã lên tiếng bảo vệ ông, nói rằng "Tôi nghĩ LeBron đã làm đúng... Chúng ta quên mất vai trò của Muhammad Ali, Arthur Ashe và Bill Russell trong việc nâng cao ý thức. "  Vào cuối tháng 12, các quan chức của Học khu Thống nhất Fort Bragg ở Mendocino, California đã cấm các vận động viên mặc áo phông "Tôi không thể thở" trước một giải đấu bóng rổ của trường trung học ba ngày, trước khi tự đảo ngược quyết định của mình. Liên minh Tự do Dân sự Hoa Kỳ đã viết một lá thư ủng hộ các sinh viên.
Fred Shapiro, biên tập viên của The Yale Book of Quotations, đã chọn "Tôi không thể thở" là trích dẫn đáng chú ý nhất năm 2014. Shapiro bày tỏ rằng đó không phải là một khẩu hiệu chỉ trong thời điểm đó, mà là "một cụm từ có tác động thực sự và lâu dài". Giáo sư Grace Ji-Sun Kim và Reverend Jesse Jackson đã viết trong một ý kiến tháng 12 năm 2014 rằng cụm từ này "đã trở thành một khẩu hiệu cho những người đã đưa lên phương tiện truyền thông xã hội và đường phố để phản đối việc giết chết người Mỹ gốc Phi không vũ trang, thách thức một hệ thống không truy tố và kêu gọi bình đẳng hơn. "  Nhà ngôn ngữ học Ben Zimmer đã so sánh nó với các khẩu hiệu tương tự như " Giơ tay lên, đừng bắn", bắt nguồn từ vụ nổ súng năm 2014 của Michael Brown, và câu cũ " Không có công bằng, thì không có hòa bình ". Zimmer gọi đó là "tiếng kêu tập hợp mạnh mẽ đặc biệt", và lưu ý, "để nói lên những từ 'Tôi không thể thở được', được bao quanh bởi hàng ngàn người khác cũng làm như vậy, là một hành động của sự đồng cảm và đoàn kết mãnh liệt. Sự đồng cảm đến từ trong giây lát bước vào nhân cách của Eric Garner ngay lúc đó, sự sống bị bóp nghẹt và đẩy ra khỏi anh ta." 
Vào tháng 10 năm 2016, Thời báo New York đã báo cáo về cái chết của một cậu bé 17 tuổi bị nhân viên tại một trung tâm điều trị cho thanh thiếu niên gặp rắc rối. Với việc tường thuật cậu bé hét lên, "Bỏ tôi ra, tôi không thể thở được" trước khi im lặng, The Times đã đưa ra một so sánh song song rõ ràng với Eric Garner.

### Phản ứng đáp trả
Những người ủng hộ Sở cảnh sát thành phố New York đã diễu hành vào ngày 19 tháng 12 năm 2014 trong những chiếc áo hoodie đen có in dòng chữ "Tôi có thể thở, nhờ NYPD" và hét lên "Đừng chống lại việc bắt giữ!" tại những người phản đối. Một cách riêng biệt, áo sơ mi được sản xuất và bán trực tuyến bởi Jason Barthel, một sĩ quan cảnh sát ở Mishawaka, Indiana, đã tuyên bố, "Thở dễ mà: Đừng vi phạm pháp luật" đã thu hút sự chỉ trích. Barthel tuyên bố: "Khi bạn vi phạm pháp luật, thật không may, sẽ có hậu quả và một số trong số các hậu quả sẽ không được tốt đẹp."  Các thành viên của hội đồng thành phố South Bend, Indiana đã yêu cầu thị trưởng lúc đó và ứng cử viên tổng thống tương lai của Hoa Kỳ Pete Buttigieg hợp tác cấm thành phố ký kết các hợp đồng tương lai với công ty kinh doanh đồng phục của Barthel. Đối thủ chính trị của Buttigieg Henry Davis Jr. đã mô tả câu trả lời: "Ông ta từ chối chạm vào nó. Và khi anh chạm vào nó, anh đã đồng ý với cả hai bên. " 
Vào tháng 1 năm 2015, trang web châm biếm tin tức quân sự Duffel Blog đã xuất bản một bài báo giả mạo có tên "Trường quân đội chuyên lặn đã lặng lẽ thay đổi câu nói phương châm 'Tôi không thể thở' của đơn vị mình, trong đó một người được phỏng vấn mồi đã thốt lên, " Tôi có một giấc mơ rằng một ngày nào đó, lãnh đạo văn phòng cao hơn sẽ không tỏ ra chính xác về mặt chính trị đến thế. " 

## George Floyd

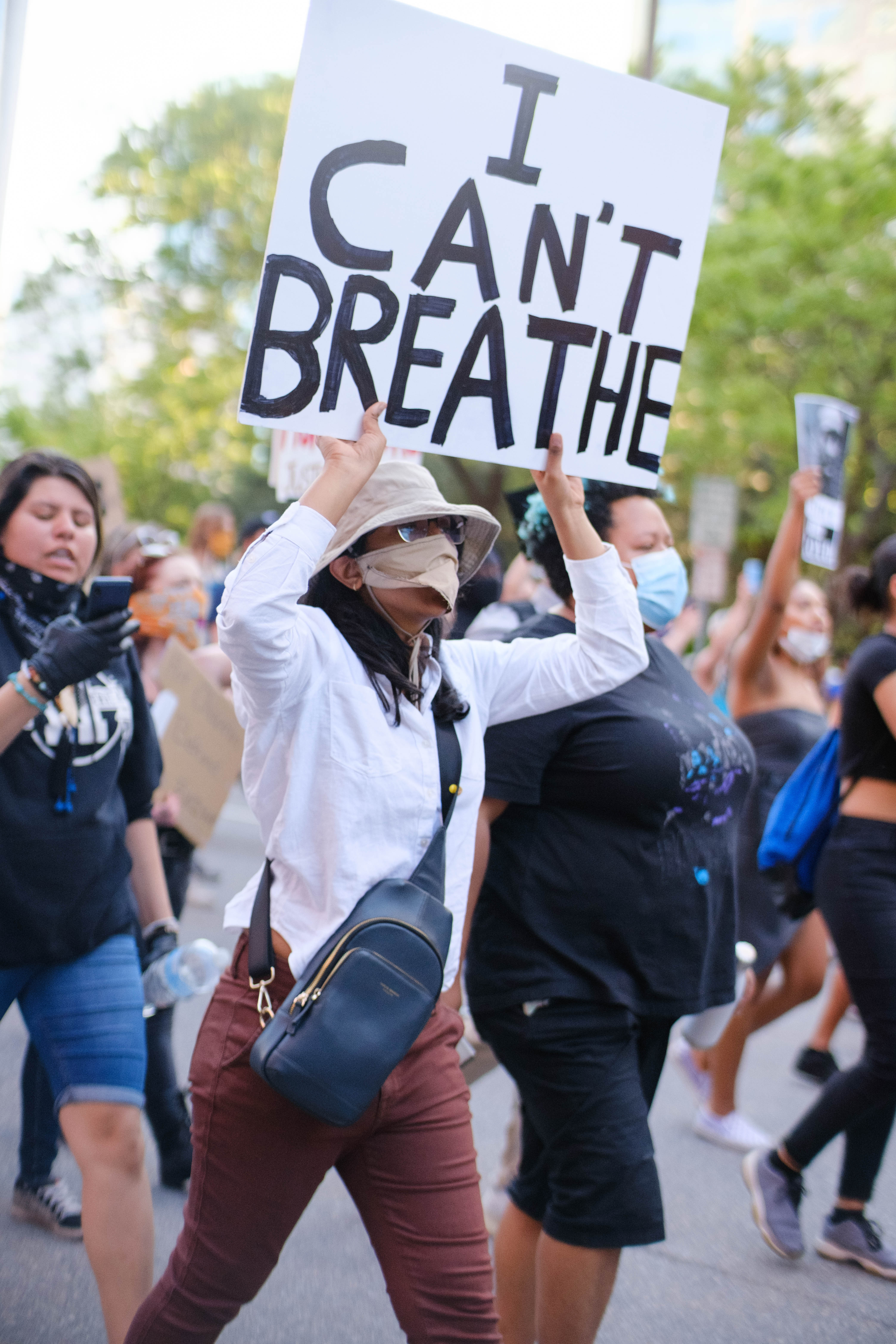
Cuộc biểu tình tại thành phố Minneapolis vào ngày 28 tháng 5 năm 2020

Vào tháng 5 năm 2020, nhân viên Sở Cảnh sát Minneapolis Derek Chauvin đã giết George Floyd bằng cách đè đầu gối lên gáy trong 8 phút 46 giây. Video người ngoài quay được về vụ việc cho thấy Floyd đã nói "Tôi không thể thở" nhiều lần. Bất chấp lời cầu xin của anh ta, cũng như một người ngoài cuộc tuyên bố rằng cảnh sát đã ngăn Floyd thở, Chauvin tiếp tục đè cổ Floyd trong hai phút và 53 giây sau khi Floyd không phản ứng, trong khi ba sĩ quan khác theo dõi. "Tôi không thể thở được" đã trở thành một khấu hiệu ấn tượng cho các cuộc biểu tình trên toàn quốc sau đó.